# The Boss (2016)
The Boss (bra: A Chefa; prt: A Chefe) é um filme de comédia estadunidense estrelado e escrito por Melissa McCarthy, e dirigido e também escrito por Ben Falcone.

## Elenco
- Melissa McCarthy como Michelle Darnell
- Kristen Bell como Claire Rawlings
- Peter Dinklage como Renault
- Ella Anderson como Rachel Rawlings
- Tyler Labine como Mike Beals
- Kathy Bates como Ida Marquette
- Timothy Simons como Stephan
- Annie Mumolo como Helen Creegan
- Kristen Schaal como Sandy
- Cecily Strong como Dana Dandridge
- Cedric Yarbrough como Tito
- Margo Martindale como Irmã Agnes Aluminata
- Michael McDonald como Bryce Crean
- Mary Sohn como Jan Keller
- Eva Peterson como Chrystal Delvechio
- Presley Coley como Hannah Creegan
- Aleandra Newcomb como Mariana Gutierrez
- Ben Falcone como Marty
- Steve Mallory como Carl
- T-Pain como ele mesmo
- Gayle King como ela mesma

## Produção

### Desenvolvimento
Inicialmente intitulado como: Michelle Darnell, a comédia é baseada numa personagem que Melissa McCarthy criou em Los Angeles, sobre "uma oradora de inspiração de autoajuda (a la Suze Orman ou Oprah) que vai para a prisão por comércio confidente, e se emerge para reinventar-se como a mais recente queridinha da América".

### Escolha do Elenco
Em 4 de Fevereiro de 2015, Peter Dinklage se juntou ao elenco como o antagonista do filme. A Universal Studios estava em dúvida se o personagem devia ser masculino ou feminino e havia considerado para o papel Sandra Bullock, Jon Hamm e até Oprah Winfrey. Em 12 de Fevereiro, Kathy Bates também se juntou ao elenco para interpretar a rígida, rica e excêntrica mentora de Darnell. Em 18 de Fevereiro, Kristen Bell foi adicionada ao elenco para interpretar Claire, a ex-assistente pessoal de Darnell, que está tentando começar um negócio de brownies. Em 11 de Março, Tyler Labine foi adicionado ao elenco para interpretar Mike, o namorado de Claire, que se junta a ela e Michelle a salvar o seu negócio de brownies. No dia 7 de Abril, Kristen Schaal se juntou ao elenco para interpretar uma líder de escoteiras.

### Filmagens
As Filmagens começaram no dia 12 de Março de 2015 em Atlanta, Georgia, e em vários locais da área, incluindo a Faculdade Agnes Scott, Crescent Avenue em Midtown e a área de Buckhead Loop. Também foi filmado em Chicago, Illinois por volta da Avenida Sheffield.

## Lançamento
Em 5 de Janeiro de 2015, a Universal Pictures anunciou a data de lançamento do filme para 8 de Abril de 2016.

## Recepção
The Boss recebeu em geral críticas negativas. Rotten Tomatoes deu ao filme uma classificação de 22% de aprovação, com base em 169 comentários, com uma média de 4.5/10. consenso crítico do site lê, "Melissa McCarthy permanece ferozmente talentosa como sempre, mas seus esforços não são suficientes para sustentar a bagunça folgada de piadas inconsistentes e escrita de tecido fino que traz para baixo The Boss". No Metacritic, o filme tem uma pontuação de 40 em 100, baseado em 39 críticos, indicando "críticas mistas ou médias".

### Bilheteria
The Boss arrecadou US$63,3 milhões na América do Norte e US$15,5 milhões em outros territórios para um total mundial de $78,8 milhões de dólares.
Em seu primeiro fim de semana terminou em primeiro lugar nas bilheterias (ultrapassando a terceira semana de Batman v Superman: Dawn of Justice).